# Tina Angel
Tina Angel (* 12. August 1976), früherer Künstlername Tania Angel, ist ein deutsches Erotik-Model aus Sankt Wendel.

## Werdegang
Tina Angels Karriere im Modelbereich begann im Jahr 2000. Aufmerksamkeit erreichte sie aufgrund ihres ungewöhnlich großen Silikonbusens, der ihre natürliche Körbchengröße von 75E auf 75J vergrößert. Die Maße der 1,62 m großen Blondine werden mit 110-60-88 angegeben.
Angel war mehrfach auf den Titelseiten der „Bild“ und erotischer Zeitschriften wie der Coupé oder dem Fetisch-Magazin „Marquis“ zu sehen. Das Model arbeitet ausschließlich im Softerotikbereich.
Gelegentlich trat Angel auch als Moderatorin in Erscheinung, überregional war sie in dieser Rolle 2002 bei der TV-Liveshow la notte auf 9Live zu sehen. Neben Auftritten in Talkshows und Erotikformaten wie Wa(h)re Liebe machte sie erste Erfahrungen als Laien-Schauspielerin in Sendungen wie Die Jugendberaterin oder Niedrig und Kuhnt – Kommissare ermitteln. Im Jahr 2003 war Tina Angel beim Regionalfernsehsender Saar TV mit einer eigenen, täglichen Sendung zu sehen. In 110 % Saarland – Das Horoskop mit Herz verkündete sie täglich astrologische Voraussagen. Ein breiteres Publikum erreichte Tina Angel erstmals Anfang 2005 durch ihre Teilnahme an der ProSieben-Reality-Show Die Burg. Im Jahr 2006 war sie in einer Nebenrolle in Alexander von Janitzkys Filmkomödie Der Prinz aus Wanne-Eickel mit Jürgen Drews in der Hauptrolle zu sehen.
Von den Lesern der lokalen „Bild Saarland“ wurde Angel unter die 100 wichtigsten Saarländer gewählt.